# Sophora saxicola
Sophora saxicola е вид растение от семейство Бобови (Fabaceae). Видът е застрашен от изчезване.

## Разпространение
Разпространен е в Ямайка.